# Parlement provincial de Rhénanie

Armoiries de la province de Rhénanie

Le parlement provincial de Rhénanie, également parlement provincial rhénan ou états provinciaux de la Rhénanie, est le parlement provincial de la province prussienne de Rhénanie. Initialement conçu comme une simple assemblée des États, il devient au cours du XIXe siècle le parlement moderne de l'association provinciale.

## Histoire
Par la "loi sur la création des états provinciaux pour la province de Rhénanie" du 27 mars 1824, le roi de Prusse Frédéric-Guillaume III créé "l'organe légal de nos fidèles sujets" et ainsi un premier début de représentation politique de la province de Rhénanie. Par l'article XIII de l'Acte confédéral allemand du 8 juin 1815, la Prusse s'est engagée, en vertu du droit international, à introduire une constitution d'État dans ses États. Par le brevet de prise de possession du 5 avril 1815, le roi a fait naître l'espoir d'accorder à la Rhénanie qui lui a été attribuée lors du Congrès de Vienne une constitution moderne avec de larges possibilités de participation du peuple. Ces attentes ne se sont pas encore réalisées avec la loi promulguée en 1824, car la Prusse n'a pas suivi le modèle des États allemands du sud, qui ont calqué leur constitution sur l'exemple français, mais créé "dans l'esprit des constitutions allemandes plus anciennes" une assemblée tout au plus protoparlementaire avec une représentation limitée
Le 29 octobre 1826, le Parlement provincial de Rhénanie se réunit pour la première session. Quatre états en font partie :
- les états princiers (anciennement les "états impériaux immédiats", représentés par quatre, puis cinq familles nobles avec droit de vote héréditaire): princes de Wied, Solms-Braunfels, Solms-Hohensolms-Lich (de), Hatzfeld, Salm-Reifferscheidt-Dyck (de))
- 25 propriétaires fonciers (le statut de chevalerie, les propriétaires de manoirs avec des privilèges spéciaux)
- 25 représentants des villes (propriétaires fonciers avec certaines recettes foncières et professionnelles, avec un électeur pour 50 foyers dans les quartiers)
- 25 représentants des communautés rurales (« électeurs de district » dans les circonscriptions administratives élisent les députés qui doivent disposer d'affaires et de biens immobiliers avec une certaine recette fiscale)

Le roi convoque des assemblées d'État environ tous les deux ou trois ans. Sous la présidence d'un maréchal du Parlement nommé par le roi, les 80 députés siègent pendant quatre semaines en moyenne. Ils ont notamment pour mission de débattre des projets de loi prussiens qui "concernent directement la province" et de gérer certaines institutions sociales. En outre, ils exercent le droit de pétition. Il n'existe pas de droit d'approbation des impôts.

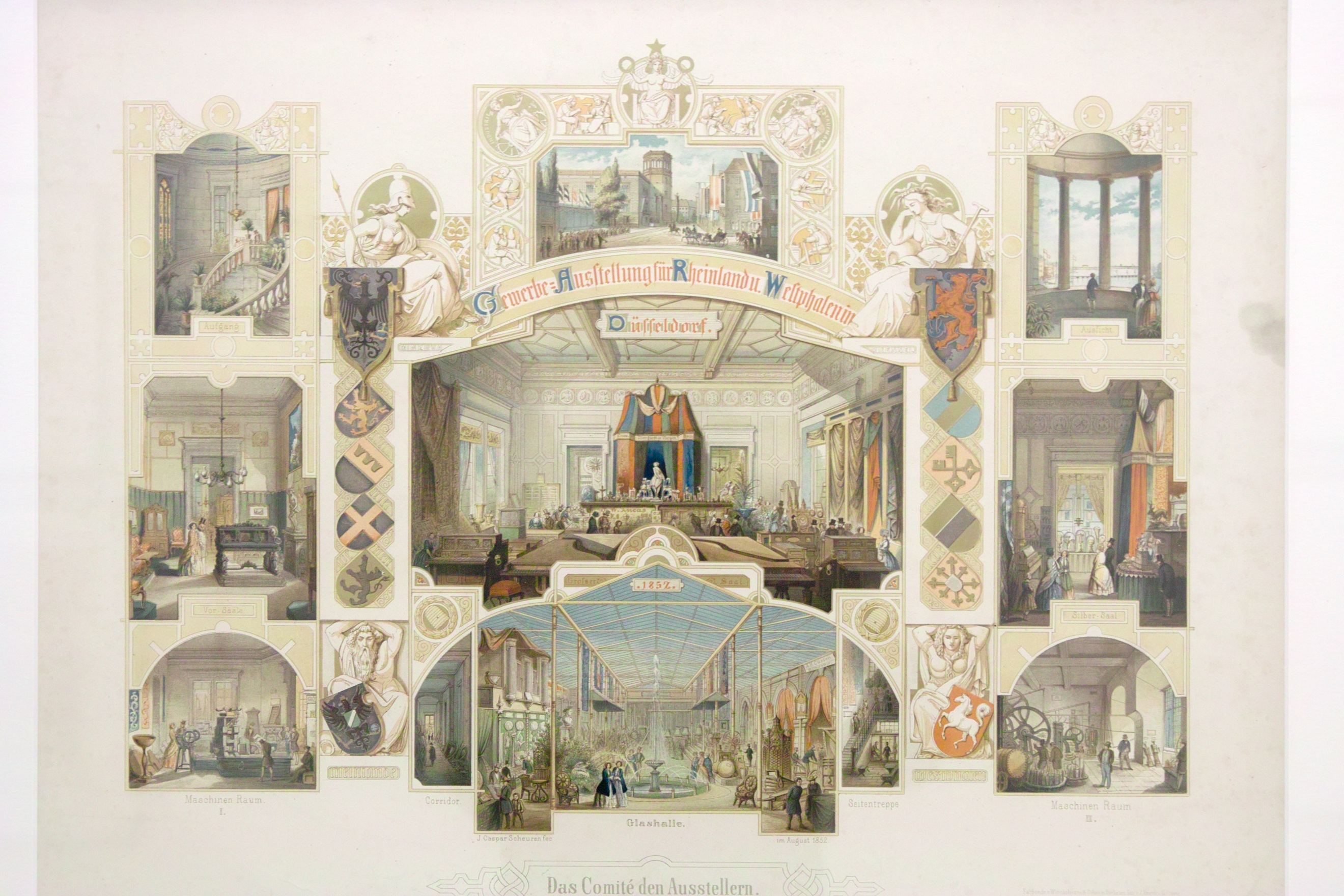
Salles du Parlement provincial de Rhénanie au château de Düsseldorf lors d'une utilisation provisoire par l', chromolithographie de Caspar Scheuren, 1852

Dans les années 1840, un public politique de plus en plus large émerge dans la province du Rhénanie, dont le parlement provincial agit comme une partie importante et visible. Ainsi, le 21 juin 1843, le parlement rejette à l'unanimité le projet de code pénal prussien, dont le contenu est en contradiction avec le code rhénan en vigueur dans les pays rhénans, et demande au roi de présenter un nouveau projet. Cet événement déclenche ce que l'on a appelé la Fête de fraternisation de Cologne-Düsseldorf (de), une manifestation politique qui révéla un fossé entre l'identité rhénane et la couronne prussienne. Les divergences avec l'État prussien et les revendications à son égard s'articulent également à partir de 1843 par l'apparition confiante de jeunes entrepreneurs comme August von der Heydt et Hermann von Beckerath qui, contrairement à la préférence traditionnelle de l'État pour les intérêts agricoles, s'engagent pour une industrialisation forcée.
Une nouvelle phase du parlementarisme débute en 1851 avec la constitution prussienne de 1848/50. Le parlement provincial gagne en importance grâce à l'ordre provincial prussien du 29 juin 1875, qui n'est toutefois introduit dans la province de Rhénanie que le 1er juin 1887. Il supprime la structure corporative des parlements provinciaux et les dote de pouvoirs et de moyens d'autogestion étendus. Les députés sont désormais élus par les réunions du conseil municipal des arrondissements urbains et des conseils d'arrondissement. Dès lors, la province de Rhénanie se compose d'une administration d'État dirigée par le haut président, qui représente la couronne prussienne dans la province. En outre, l'association provinciale de Rhénanie (de) est créée en tant qu'organe autonome, le parlement provincial agissant comme son organe parlementaire. Les autres organes de l'association provinciale sont le gouverneur provincial (directeur provincial) et le comité provincial, organe composé du gouverneur provincial et de 15 représentants élus du parlement provincial.
Après l'arrivée au pouvoir du national-socialisme et dans le cadre de l'établissement d'un État national-socialiste, le parlement provincial est dissous en 1933 et l'administration de l'association est soumise au régime nazi. En 1953, l'Assemblée régionale de Rhénanie (de), en tant qu'organe décisionnel de l'Association régionale de Rhénanie (de), poursuit la tradition parlementaire du parlement provincial de Rhénanie.

## Siège

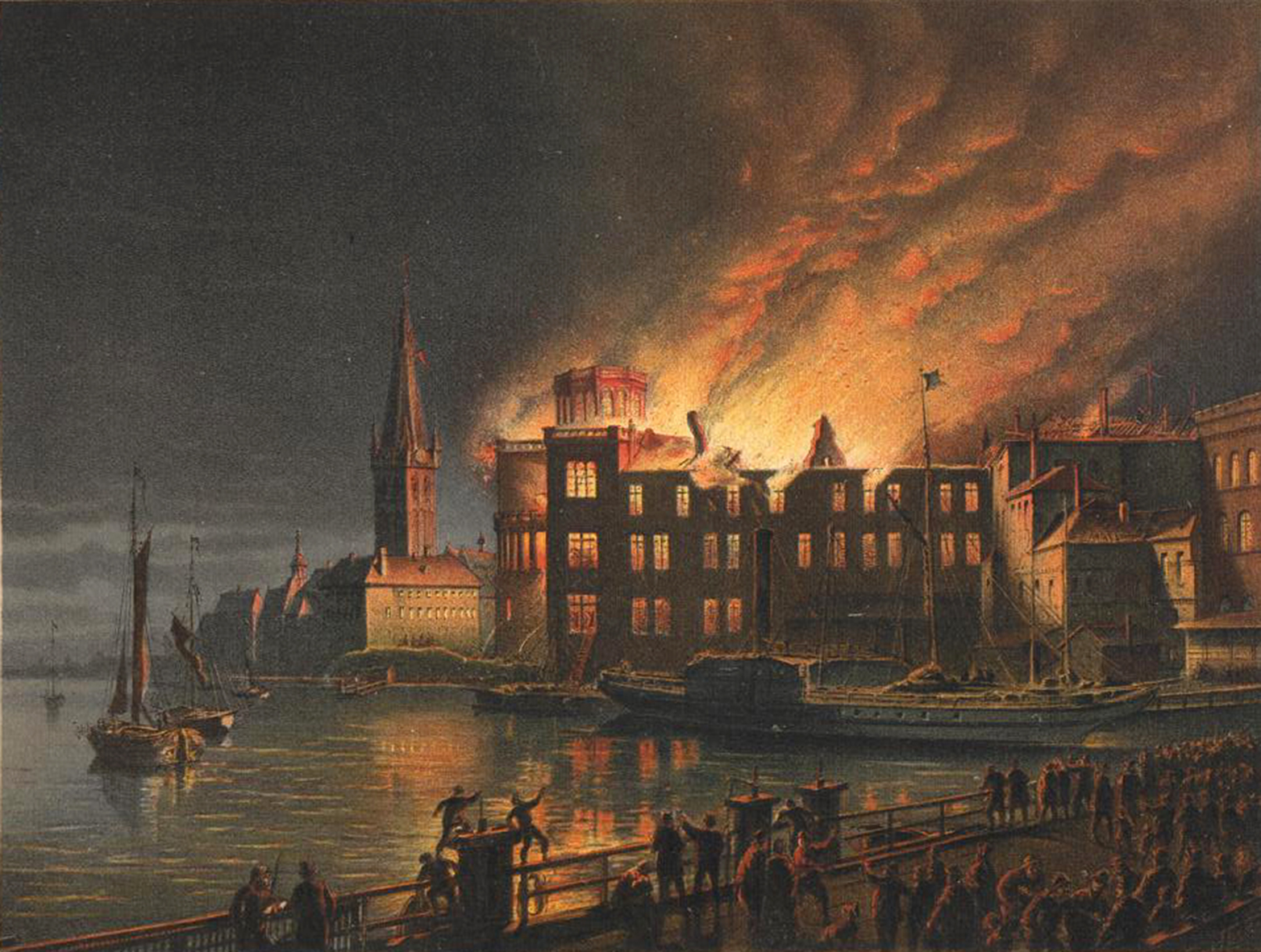
Incendie au château de Düsseldorf en 1872, illustration par August von Wille, 1873

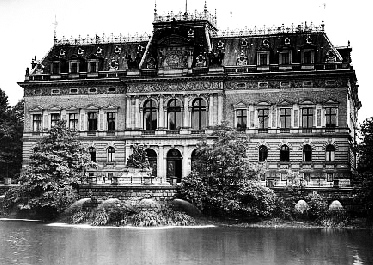
Maison des États de Düsseldorf, photographie de 1904

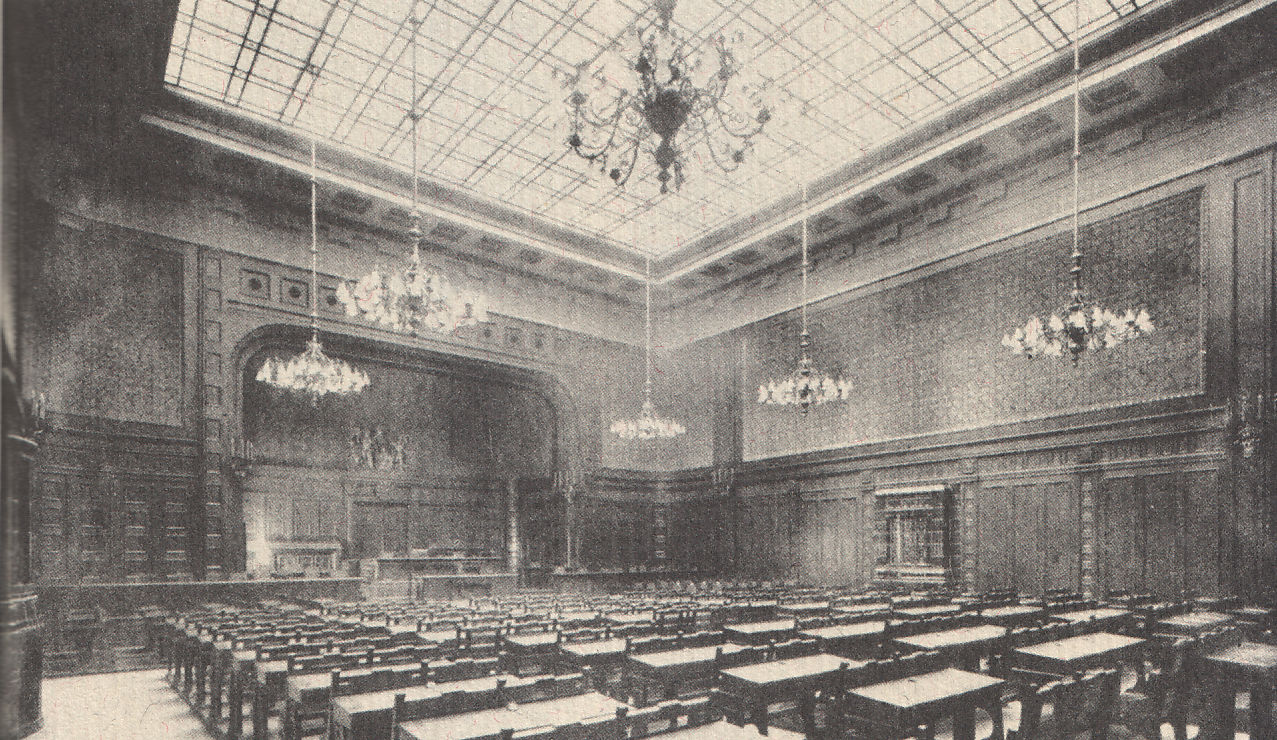
Salle de réunion, vers 1900

Le lieu de rencontre des États provinciaux rhénans est Düsseldorf. Les députés se sont d'abord réunis dans l'ancienne chancellerie (de) sur la place du marché (de) dans une salle de danse de fortune. Les locaux inconfortables de ce bâtiment sont jugés insuffisants dès le départ. De 1843 à 1851, ils se rassemblent dans l'ancien palais du gouverneur (de).
Après avoir envisagé vers 1828 d'aménager la maison du jardinier de la Cour à des fins parlementaires, on envisage, à l'instigation de l'avocat de Düsseldorf Friedrich Bracht (de) (1781-1855), de reconstruire le château de Düsseldorf, en grande partie détruit par les flammes en 1794 lors de la guerre de la première coalition. Cependant, les discussions sur la reconstruction des ruines du château n'aboutissent d'abord pas car la province de Rhénanie ne dispose pas de fonds propres pour financer le nouveau projet de construction, estimé à 23 000 thalers. Alors qu'il est question depuis 1840 d'installer le siège dans le château de Coblence a été envisagée depuis 1840 environ, la ville de Düsseldorf propose en 1841 d'utiliser un château de Düsseldorf à reconstruire pour y installer l'Académie des beaux-arts de Düsseldorf, à des fins d'exposition et comme maison des États. Cette proposition est approuvée en 1842 par Frédéric-Guillaume IV qui, après d'autres discussions, charge son architecte de cour Friedrich August Stüler de la construction du nouveau bâtiment.
De 1851 à 1872, les réunions ont lieu dans le nouveau château de Düsseldorf avant que ce bâtiment ne brûle en 1872, si bien que l'Assemblée des États doit à nouveau déménager dans un lieu de fortune jusqu'en 1879, à savoir dans l'auditorium du lycée municipal de la Klosterstrasse (de). Pendant ce temps, le parlement provincial et l'administration provinciale proposent un nouveau bâtiment dans les espaces verts de l'étang de l'Empereur (de). Ce bâtiment est réalisé entre 1876 et 1880 selon les plans de Julius Carl Raschdorff. Pour la première fois, les députés du parlement provincial ont à leur disposition leur propre bâtiment extrêmement représentatif en tant que siège du parlement sous la forme de la maison des États de Düsseldorf. À partir de 1949, le Landtag de Rhénanie-du-Nord-Westphalie utilise ce bâtiment.